# KuToo
Die KuToo-Bewegung ist eine 2019 in Japan gestartete Kampagne gegen High Heels in der verbindlichen Kleiderordnung. Der Name ist ein Hinweis auf die MeToo-Bewegung und ein Wortspiel mit kutsu (靴, „Schuhe“) und kutsū (苦痛, „Schmerz“).

## Ursprung und Entwicklung
KuToo wurde 2019 von Yumi Ishikawa (石川 優実 * 1. Januar 1987), einer japanischen Schauspielerin, freiberuflichen Schriftstellerin und Teilzeit-Bestattungsunternehmerin, gegründet. Viele Unternehmen in Japan verlangen von weiblichen Mitarbeitern, dass sie Schuhe mit einer Absatzhöhe zwischen fünf und sieben Zentimetern tragen. Ishikawa stellte fest, dass Stöckelschuhe unbequem und gesundheitsgefährdend sind und verfasste einen entsprechenden Tweet. Ihre Äußerung erhielt nahezu 30.000 Retweets, mehr als 60.000 Likes und andere Frauen teilten ihre eigenen Geschichten über Unbehagen mit Absätzen und posteten Fotos ihrer blutigen und mit Hautblasen reagierenden Füße.
Ishikawa sammelte daraufhin mit der Kampagnenplattform Change.org über 150.000 Unterschriften, mit welchen das Ministerium für Gesundheit, Arbeit und Soziales aufgefordert wurde, High Heels als Arbeitskleidung zu verbieten. Der zuständige Parlaments-Ausschuss (parliamentary committee hearing) kam dieser Aufforderung jedoch nicht nach.
Prominente Mitglieder äußerten die Überzeugung, dass Frauen bei der Arbeit „angemessen“ gekleidet sein sollten.

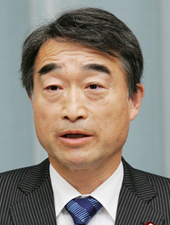
Takumi Nemoto, Gesundheits- und Arbeitsminister: Frauen benötigen aufgrund sozialer Konventionen und beruflicher Erwartungen High Heels.

Der japanische Gesundheits- und Arbeitsminister Takumi Nemoto äußerte, dass Frauen aufgrund sozialer Konventionen und beruflicher Erwartungen High Heels benötigten. Das Gremium gab an, selbst keine extremen Dresscodes zu befürworteten, sah aber darüber hinaus keinen Handlungsbedarf. Diese apathische Reaktion löste den Beginn der # KuToo-Bewegung aus.
Ein Grund für diese Apathie könnte die Prävalenz von Männern in Machtpositionen sein, denen es an Erfahrung mit High Heels mangelt. Die japanische Unternehmenskultur ist auch in Bezug auf Männerkleidung starr und übt Druck auf männliche Arbeitnehmer aus, sich auf bestimmte Weise zu kleiden, dies verursacht jedoch keine körperlichen Schmerzen und Verletzungen. Im Juni 2019 organisierte Ishikawa in Tokio eine Veranstaltung, bei der Männer hochhackige Schuhe anprobierten und versuchten, darin zu laufen, damit sie die Schmerzen und Beschwerden, die solche Schuhe vielen Frauen verursachen, aus erster Hand erleben konnten.
Neben den rigiden Erwartungen bezüglich des Schuhwerks für Frauen verlangen zahlreiche Unternehmen, dass Frauen keine Brille tragen, da dies einen „kalten Eindruck“ vermitteln würde. Diese Bestimmung zur Kleiderordnung bekräftigt die Perspektive der # KuToo-Bewegung, dass strenge professionelle Kleiderordnungen für Frauen als diskriminierende Praxis existieren. Ishikawa sprach sich auch gegen den diskriminierenden Charakter dieser neuen professionellen Kleiderordnung aus. Frauen in Japan sprechen sich in den sozialen Medien mit dem Hashtag „Brille ist verboten“ (#  glasses are forbidden; # メガネ禁止) gegen diese Vorschriften aus und fordern, diese zu revidieren.
Ishikawa hat seitdem die Bewegung von Schuhen auf ein breiteres Spektrum von Frauenrechtsfragen in Japan ausgeweitet. Ishikawa benennt Erscheinungen der sozialen Ungleichheiten in Japan wie die verbreitete Praxis des Slutshaming und die gesellschaftlichen Erwartungen, dass Frauen still zu bleiben haben, und stellt fest, wie dies sie daran hindert, sich gegen Ungerechtigkeit auszusprechen.
In ihrem neu veröffentlichten Buch schreibt Ishikawa darüber, wie Wut jemanden unwahrscheinlich  und hysterisch erscheinen lässt. Die japanische Kultur runzele die Stirn angesichts des äußeren Ausdrucks von Emotionen. Ishikawa beschreibt, wie gut es sich anfühle, gegen diese Erwartung zu verstoßen und wütend zu sein.

## Orthopädische Schäden
Frauen, die das # KuToo-Tag verwenden, haben das Tragen von High Heels mit Füßebinden verglichen. Die hohen Absätze provozieren Fehlhaltungen, Fußschmerzen, welche Fehlbildungen des Stütz- und Bewegungsapparat begleiten.

## Diskriminierung aufgrund des Geschlechts und traditionelle japanische Ansichten
Yumi Ishikawa zeigt auf, dass ihre Tweets außerhalb Japans einsichtigere Echos erhielt, während in Japan die Kampagne auf der Arbeitsschutzebene wahrgenommen werde und nicht als Diskriminierung aufgrund des Geschlechts. Der Gesundheits- und Arbeitsminister Takumi Nemoto antwortete auf Ishikawas Petition mit der Behauptung, dass das Tragen von Schuhen mit hohen Absätzen angesichts sozialer Konventionen „angemessen“ und „notwendig“ sei, und erklärte, dass das Erzwingen eines bestimmten Schuhstils ohne geschäftlichen Grund ein Power Harassment darstellen würde. In Bezug auf die Durchsetzung erklärte Emiko Takagai, stellvertretender Minister für Gesundheit, Arbeit und Soziales: „Ich glaube nicht, dass dies obligatorisch ist.“ Im Gegensatz dazu ergab eine Umfrage unter japanischen Frauen, dass 60 % der Befragten an ihrem Arbeitsplatz zum Tragen von Schuhen mit hohen Absätzen gezwungen würden. Während der Haushaltssitzung des House of Councilor im März 2020 erklärte Shinzo Abe auf die Frage von Akira Koike, dass „Frauen keine irrationalen Regeln haben sollten, die zu Schmerzen führen, die ihnen auferlegt werden.“
Der Fortschritt der # KuToo-Bewegung bleibt aufgrund verschiedener Hindernisse, die durch langjährige Ansichten zu Geschlechterrollen in Japan und Erwartungen an soziale Konformität gefestigt wurden, langsam. Die japanischen Ansichten zu Geschlechterrollen bleiben traditionell, wobei Frauen sozial auf Kinderbetreuung und häusliche Aufgaben ausgerichtet sind, unabhängig davon, ob sie eine bezahlte Beschäftigung haben oder nicht. Auf dem Weltwirtschaftsforum wurde Japan im Jahr 2020 in Bezug auf Maßnahmen zur Kluft zwischen den Geschlechtern auf Platz 121 von 153 Ländern aufgeführt, was darauf hinweist, dass die gesellschaftlichen Erwartungen an Frauen weiterhin diskriminierend sind. Traditionelle Ansichten zum Geschlecht werden durch japanisches Fernsehen und Werbung gestärkt, die weiterhin die Wahrnehmung der Realität in Japan prägen. Untersuchungen haben ergeben, dass sich Medien, an denen Frauen beteiligt waren, auf Kosmetik und Kleidung konzentrierten, während Männer in den Kategorien „High-Level-Business“ und „Professional“ etwa doppelt so häufig wie Frauen vertreten waren.
Die # KuToo-Bewegung ist Teil des zunehmenden Widerstands gegen traditionelle Ansichten über Geschlechterrollen und zur Bekämpfung der Diskriminierung aufgrund des Geschlechts in Japan. Kurz vor ihrem Entstehen war es zum Skandal um die Aufnahmeprüfung der Tokyo Medical University gekommen. Die Schule, eine der angesehensten medizinischen Fakultäten in Japan, musste zugeben, dass die Prüfungsergebnisse von Bewerberinnen seit mehr als zehn Jahren regelmäßig angepasst wurden, um die Zahl der akzeptierten Studentinnen zu senken. Später wurde bekannt, dass mehrere andere medizinische Fakultäten dasselbe getan haben. Vorausgegangen war auch, dass die Journalistin Shiori Ito öffentlich sexuelle Belästigungen anprangerte, nachdem sie versucht hatte, einen sexuellen Übergriff gegen sie selbst durch einen prominenten japanischen Mann zu melden. Ito sah sich nach ihren Äußerungen erheblichen Gegenreaktionen ausgesetzt, man warf ihr unmoralisches Verhalten vor, um ihre Karriere voranzutreiben. Die Belästigungen und Drohungen wurden so schwerwiegend, dass sie schließlich nach Großbritannien zog. Dies hinderte sie jedoch nicht daran, einen Zivilprozess zu verfolgen, den sie gewann. Sie wurde 2020 als eine der 100 einflussreichsten Personen von TIME für ihre Arbeit in Bezug auf rechtliche und soziale Gerechtigkeit in der Me Too-Bewegung ausgewählt.
Womenomics ist ein Kernteil der Abenomics, in dem „die Beteiligung von Frauen an der Erwerbsbevölkerung gefördert wird“. Die Initiative hat einen gewissen Unterschied bei der Angleichung des Berufsfeldes für Frauen bewirkt und Beweise für positive wirtschaftliche Auswirkungen von Frauen in Machtpositionen in Unternehmen geliefert. Es ist jedoch nicht gelungen, eine signifikante Anzahl von Frauen in Machtpositionen zu bringen oder die tief verwurzelten gesellschaftlichen Erwartungen in Bezug auf die Förderung der Rechte von Frauen am Arbeitsplatz zu berücksichtigen. Dies wurde auch durch die wirtschaftlichen Auswirkungen der COVID-19-Pandemie im Jahr 2020 veranschaulicht, insbesondere durch die mangelnde Arbeitsplatzsicherheit einer weiblichen Erwerbsbevölkerung, die mehrheitlich aus „nicht regulären Arbeitnehmern“ besteht, deren Einkommen lediglich als Ergänzung zum Einkommen eines vermuteten männlichen Partners angesehen wird. Darüber hinaus besteht die Sorge, dass die bisher erzielten Fortschritte nach dem Rücktritt von Abe im August 2020 bei den unsicheren wirtschaftlichen Prognosen und den konservativen Tendenzen seines Nachfolgers Yoshihide Suga gefährdet sind.